# Bemidji
Bemidji is een plaats (city) in de Amerikaanse staat Minnesota en valt bestuurlijk gezien onder Beltrami County.
Bemidji ligt aan de zuidwestkust van Lake Bemidji, het noordelijkst gelegen meer in de Mississippi. Het stadje wordt daarom wel "the first city on the Mississippi" genoemd.

## Demografie
Bij de volkstelling in 2000 werd het aantal inwoners vastgesteld op 11.917.
In 2006 is het aantal inwoners door het United States Census Bureau geschat op 13.291, een stijging van 1374 (11,5%). In 2017 werd het aantal geschat op 15.366.
Hoger onderwijs wordt in Bemidji gegeven aan Bemidji State University, Northwest Technical College en Oak Hills Christian College.

## Geografie
Volgens het United States Census Bureau beslaat de plaats een oppervlakte van
33,5 km², waarvan 30,5 km² land en 3,0 km² water.

## Plaatsen in de nabije omgeving
De onderstaande figuur toont nabijgelegen plaatsen in een straal van 28 km rond Bemidji.

## Trivia
Het eerste seizoen van de Amerikaanse misdaadserie Fargo speelt zich voornamelijk af in Bemidji.

## Geboren in Bemidji
- Jane Russell (1921-2011), actrice en sekssymbool